# Joshua Watson
Joshua Watson (1771–1855) est un marchand de vin anglais, philanthrope, membre éminent du parti de la Haute Église et de plusieurs organisations caritatives, qui est connu comme "le meilleur laïc d'Angleterre".

## Biographie
Joshua Watson est né à Tower Hill dans la ville de Londres le jour de l'Ascension, le 9 mai 1771. Ses ancêtres sont des «hommes d'État» du Nord, mais son père, John Watson, est venu à pied de Cumberland à Londres dans sa jeunesse pour tenter sa chance et s'établir avec succès comme marchand de vin à Tower Hill. Sa mère, Dorothy Robson, cousine de l'artiste, George Fennell Robson, est également originaire du nord de l'Angleterre. John et Dorothy Watson ont deux fils - John James (1767–1839), qui est recteur de Hackney pendant quarante ans et archidiacre de St. Albans ; et Joshua, qui continue les affaires de son père. Les deux frères restent proches tout au long de leur vie.
À l'âge de dix ans, Joshua est placé sous la tutelle de M. Crawford à Newington Butts, et à l'âge de treize ans est envoyé dans une école commerciale tenue par M. Eaton dans la ville. En 1786, il entre dans le comptoir de son père, qui a alors déménagé de Tower Hill à Mincing Lane. En 1792, à sa majorité, il est admis comme associé. En 1797, il épouse Mary, la fille de Thomas Sikes, un banquier de Mansion House Street. Son oncle, Charles Daubeny, et son frère, Thomas Sikes, vicaire de Guilsborough, qui ont été à Oxford avec le frère aîné de Joshua, sont parmi les principaux ecclésiastiques de l'époque ; et Joshua, dès ses premières années, est mis en contact avec d'autres membres du parti de la haute église, dont il devient ensuite le chef virtuel. Parmi ses premiers amis et conseillers figurent William Stevens (écrivain), le disciple et biographe de William Jones de Nayland, et fondateur du Club of Nobody's Friends, dont Joshua Watson est un membre original ; Jonathan Boucher (en), qui devient en 1785 vicaire d'Epsom, où John James Watson a sa première cure et Sir John Richardson (plus tard juge à la cour des plaidoyers communs), qui est un ami d'université de John James Watson.
Entre autres amis se trouvent Henry Handley Norris, avec qui il entretient une amitié ininterrompue de près de soixante ans, et William Van Mildert, recteur de St Mary-le-Bow dans la ville (plus tard évêque de Durham). Van Mildert soumet à la fois ses conférences Boyle et ses Conférences de Bampton à la révision de Watson, et est largement guidé par ses conseils en matière littéraire. Van Mildert n'est pas non plus le seul homme de lettres à avoir confiance en sa puissance littéraire. Chez Van Mildert à Ely Place, il rencontre Christopher Wordsworth l'aîné, maître du Trinity College de Cambridge, avec qui il se joint à la révision des épreuves de l'œuvre de Christopher Wordsworth le jeune, Theophilus Anglicanus. Ces hommes sont, avec l'archidiacre Benjamin Harrison et William Rowe Lyall, les principaux amis et coadjuteurs de Watson.
Watson a toujours à cœur le travail de l'église et, en 1811, il prend une maison à Clapton, à moins de cinq minutes à pied du presbytère de son frère à Hackney, et également près de Henry Handley Norris. Les trois travaillent côte à côte. Clapton et Hackney deviennent le centre des divers projets religieux et philanthropiques du parti de la haute église, et la coterie dont ils émanent s'appelle la « Phalange Hackney ». En 1811, la National Society for Promoting Religious Education est formée : elle est née d'une réunion à la maison de Watson à Clapton, composée de Watson, Norris et John Bowles. Watson en devient le premier trésorier, et elle grandit avec rapidité.
La même année (1811), Watson et Norris achètent le British Critic pour lui redonner ses lignes d'origine en tant qu'organe du parti de la haute église, dont il s'est quelque peu écarté. En 1814, Watson se retire des affaires pour se consacrer exclusivement aux œuvres de piété et de charité. Il ne manque jamais aucune réunion de la Société pour la propagation de l'Évangile, de la Société pour la promotion de la connaissance chrétienne ou de la Société nationale, et ses conseils sont très appréciés. Il s'intéresse profondément à l'église coloniale, étant un ami intime de l'évêque Middleton de Calcutta, de l'évêque Inglis de la Nouvelle-Écosse, de l'évêque William Broughton (évêque) (en) de l'Australie, puis de l'évêque Selwyn de la Nouvelle-Zélande. En 1814, il est nommé, avec son ami l'archidiacre de Cambridge, trésorier de la Society for Promoting Christian Knowledge, qui pendant son mandat de trésorier augmente considérablement son travail et ses revenus. Vers la même époque, il devient secrétaire du fonds de secours pour les Allemands victimes des guerres napoléoniennes. En 1817, la Church Building Society, d'abord appelée Church Room Society, est formée. Watson contribue largement à sa fondation, en rédigeant la résolution originale. Cela est rapidement suivi par une commission royale pour la construction d'églises émise sous le gouvernement de Lord Liverpool. Watson est l'un des commissaires et trouve le travail si captivant qu'en 1822 il prend une maison, n° 6 Park Street, Westminster, où il vit pendant seize ans, pour être près des lieux de ses travaux.
Il est également trésorier de l'école des orphelins du clergé, qui est peut-être, de tous ses projets charitables, celui qui lui tient le plus à cœur. En 1820, il est difficilement persuadé par son ami Van Mildert d'accepter le diplôme honorifique de DCL que lui offre l'université d'Oxford. Sa relation avec Oxford le met en contact avec Charles Lloyd (évêque), le professeur regius de théologie, plus tard évêque d'Oxford, qui dit de lui : « Je considère Joshua comme le meilleur laïc d'Angleterre. Quelque temps auparavant, il s'est associé, par l'intermédiaire de son ami Wordsworth, à l'archevêque de Cantorbéry Charles Manners-Sutton, qui apprécie ses talents d'entrepreneur. Le successeur de Button, l'archevêque William Howley, a une égale confiance en lui. En 1828, il prend une part prépondérante dans la fondation du King's College de Londres et est membre de son premier conseil. Cela le met en relation avec Hugh James Rose, pour qui il conçoit une admiration sans bornes. En 1833, tout laïc qu'il est, il a la tâche de réviser l'Adresse cléricale à l'archevêque de Cantorbéry, exprimant l'attachement à l'Église, rédigée par William Palmer ; la Déclaration des laïcs, qui suit immédiatement, est entièrement sa composition. Lorsque l'Additional Curates' Society est formée en 1837, Watson est l'auteur de sa constitution et son premier trésorier.
En 1838, sa fille unique, Mary Sikes Watson, épouse Henry Michell Wagner (en), vicaire de Brighton, mais elle meurt, au grand chagrin de son père, deux ans plus tard, laissant deux fils. Sa femme est décédée en 1831 et son frère unique en 1839. Après ces pertes, il abandonne sa maison de Park Street et vit alternativement chez la sœur de sa femme à Clapton et chez la veuve de son frère à Daventry. En 1842, en raison des infirmités de l'âge, il démissionne de la trésorerie de la Société nationale, mais il s'intéresse toujours aux œuvres religieuses et philanthropiques ; et lorsque le nouveau collège missionnaire de Saint-Augustin, Cantorbéry, est fondé en 1845, il est l'un des membres du conseil. Il conserve le poste de trésorier de la Société des curés supplémentaires jusqu'à l'approche de sa quatre-vingt-troisième année. Il meurt à Clapton le 30 janvier 1855 et est inhumé le 7 février dans le caveau familial à Hackney.
Watson est un lien intéressant entre les grands ecclésiastiques avant et les grands ecclésiastiques après le mouvement d'Oxford. Le Dr Pusey, après plusieurs entretiens avec lui à Brighton en 1842-1843, lui écrit : « L'un était devenu tellement l'objet de soupçons, que je ne peux pas dire à quel point c'était encourageant d'être reconnu par vous comme portant le même flambeau. que nous avions reçus de toi et de ceux de ta génération qui étaient restés fidèles à l'ancien enseignement." Mais Watson ne sympathise pas entièrement avec le mouvement d'Oxford ; il y a de nombreux points sur lesquels il est entièrement en désaccord. Il reconnait cependant avec reconnaissance ses bons effets et ne perd jamais confiance dans son avenir. Christian Year de John Keble est l'un de ses livres préférés, et il est un admirateur et un lecteur constant des sermons de Newman.
Il est trop timide pour écrire quoi que ce soit sur son propre compte ; sa seule publication notable est une édition des Offices sacrés de Hele (un livre de dévotions qu'il utilise toujours lui-même) en 1825. Celui-ci a un grand tirage lors de sa première parution, et encore plus lors de sa republication en 1842. Il existe une excellente miniature de Watson par Sir William Charles Ross.